# Comuna Arcani, Gorj
Arcani este o comună în județul Gorj, Oltenia, România, formată din satele Arcani (reședința), Câmpofeni, Sănătești și Stroiești.

## Așezare
Comuna este situată în partea de nord-vest a județului Gorj, la poalele munților Vâlcan, mai exact în cuprinsul depresiunii subcarpatice oltene de sub munte. Comuna se situează la o distanță de aproximativ 14 km față de Târgu Jiu, reședința de județ, drumul național DN67D - Târgu Jiu fiind legătura dintre comună și municipiu.

## Demografie
Componența etnică a comunei Arcani
     Români (94,42%)
     Alte etnii (0,15%)
     Necunoscută (5,43%)
Componența confesională a comunei Arcani
     Ortodocși (93,62%)
     Alte religii (0,59%)
     Necunoscută (5,8%)
Conform recensământului efectuat în 2021, populația comunei Arcani se ridică la 1.363 de locuitori, în creștere față de recensământul anterior din 2011, când fuseseră înregistrați 1.346 de locuitori. Majoritatea locuitorilor sunt români (94,42%), iar pentru 5,43% nu se cunoaște apartenența etnică. Din punct de vedere confesional, majoritatea locuitorilor sunt ortodocși (93,62%), iar pentru 5,8% nu se cunoaște apartenența confesională.

## Istorie
La sfârșitul secolului al XIX-lea, comuna făcea parte din plasa Vulcan a județului Gorj și era alcătuită din satele Arcani, Câmpofeni și Sănătești, având o populație de 2287 de locuitori. În comună funcționa o școală și patru biserici (două din lemn și două de zid). La acea vreme, pe teritoriul actual al comunei, în aceiași plasă, funcționa și comuna Stroiești. Comuna Stroiești era alcătuită din satele Stroiești și Rasovița, cu o populație de 993 de locuitori. În comună funcționa o școală mixtă și trei biserici.
Anuarul Socec din 1925 consemnează comunele în plasa Brădiceni a aceluiași județ. Comuna Arcani avea o populație de 4926 de locuitori, iar comuna Stroiești avea o populație de 1673 de locuitori (în satele Stroiești, Rasovița și Stolojani). În anul 1931, comuna Stroiești avea în componența sa satele Stroiești, Stolojani, Coasta și Rasovița.
În anul 1950, comunele a fost arondate raionului Târgu Jiu a regiunii Gorj, raion care doi ani mai târziu a fost arondat regiunii Craiova, și apoi (după 1960), regiunii Oltenia.
În anul 1968, comuna a fost transferată județului Gorj, căpătând actuala formă. Tot atunci, comuna Stroiești a fost desființată, iar satul Stroiești a fost transferat comunei Arcani, în timp ce satele Stolojani și Rasovița au fost transferate comunei Bălești respectiv comunei Lelești.

## Monumente istorice
Două monumente istorice din comuna Arcani sunt incluse în lista monumentelor istorice din județul Gorj. Acestea sunt: Casa de lemn Elisaveta Rașoveanu și Casa de lemn Brădiceanu din satul Stroiești.

## Politică și administrație
Comuna Arcani este administrată de un primar și un consiliu local compus din 9 consilieri. Primarul, Aristică-Daniel Coiculescu[*], de la Partidul Social Democrat, este în funcție din 2016. Începând cu alegerile locale din 2024, consiliul local are următoarea componență pe partide politice:
|  | Partid                          | Consilieri | Componența Consiliului | Componența Consiliului | Componența Consiliului | Componența Consiliului | Componența Consiliului | Componența Consiliului | Componența Consiliului |
|  | ------------------------------- | ---------- | ---------------------- | ---------------------- | ---------------------- | ---------------------- | ---------------------- | ---------------------- | ---------------------- |
|  | Partidul Social Democrat        | 7          |                        |                        |                        |                        |                        |                        |                        |
|  | Alianța pentru Unirea Românilor | 1          |                        |                        |                        |                        |                        |                        |                        |
|  | Partidul România Mare           | 1          |                        |                        |                        |                        |                        |                        |                        |

## Personalități născute aici
- Gheorghe Rasoviceanu (1877 - 1954), general;
- Vasile Cărăbiș (1909 - 2001), istoric, etnograf.
- Polina Gheorghe (n. 1955), interpretă de muzică populară